# Стационе ди Арагона-Калдаре
Стационе ди Арагона-Калдаре је насеље у Италији у округу Агриђенто, региону Сицилија.
Према процени из 2011. у насељу је живело 263 становника. Насеље се налази на надморској висини од 339 м.